# 前田阿希子
前田 阿希子（まえだ あきこ、1983年12月6日 - ）は、毎日放送（MBS）の元アナウンサー。

## 来歴
三重県の出身。三重県立桑名高等学校を卒業し、立命館大学への在学中には、学友会中央事業団体「立命館大学放送局」に所属していたほか、テレビ朝日アスクにも籍を置いていた。
大学卒業後の2006年に、アナウンサーとして毎日放送へ入社した。同期入社のアナウンサーは伊藤広（2009年から東京支社ラジオ営業部員）で、入社後にレギュラーで出演する『せやねん!』（MBSテレビ）では、内定が出た後にアルバイトでカメラアシスタントを務めていた。
毎日放送への入社後には、MBSテレビの報道・情報番組（『せやねん!』『ちちんぷいぷい』『VOICE』など）や、MBSラジオの生放送番組を中心に出演。スポーツ関連番組（『みんなの甲子園』『猛虎ファイル』など）のキャスターを務めたり、『MBSたびぐみ とっておき旅ラジオ』で電車の車内・車窓実況を披露したりするなど、幅広く活動している。また、『せやねん!』や『MBSうたぐみ Smile×Songs』（MBSラジオ、以下『うたぐみ』と略記）では、自身と同じテレビ朝日アスク出身の後輩アナウンサー（当時）・鈴木健太とレギュラーで共演。2010年から2011年までは、先輩アナウンサー・松本麻衣子の後任扱いで、毎日放送の地上デジタル放送推進大使を務めていた。
『ちちんぷいぷい』では、2010年10月から7年間にわたって、週に1回全編のアシスタントを務めてきた。2012年には、同番組の企画で、先輩の山中真・後輩の大吉洋平とともに第2回大阪マラソン（11月25日）へ出場。フルマラソン初挑戦ながら、4時間57分36秒で完走を果たした。
2014年7月17日（木曜日）からは、毎日放送（MBSテレビ）のキー局・TBSテレビ制作の全国ネット番組『いっぷく!』内の企画「全国の町おこしを応援!いっぷく姉妹都市」に、「いっぷく!姉妹都市大使代理」として出演。MBSのサービスエリアである和歌山県田辺市の地域振興を応援するための起用で、毎日放送への入社後初めて、全国ネットの番組へ本格的に登場していた。
2017年6月30日に、ドバイの日本食レストランに勤務する現地在住の日本人男性と同年10月1日に結婚することを発表。結婚後にドバイへ移住することから、同年9月30日付で毎日放送を退社した。同局アナウンサーとしての最終出演番組は、テレビおよび生放送番組が同年9月29日（金曜日）放送分の『ちちんぷいぷい』、ラジオ番組が退社当日に放送の『日本盛プレゼンツ 居酒屋阿希子』（事前収録）。
その一方で、毎日放送在籍中の2016年2月からは、『スポーツニッポン』大阪本社の公式サイト上で日本酒の蔵元を巡る取材コラム「MBSアナウンサー　前田阿希子のあっこいこ!」を隔週に1回のペースで連載。同局退社後の2017年10月以降も、「元MBSアナウンサー　前田阿希子のドバイいこ!」と改題したうえで、連載を続けている。ちなみに、この連載がきっかけで、2016年11月6日には、ローマ（イタリア）の日本酒セミナー「Love SAKE by sake suki club」に講師として参加。前述した男性もセミナーに同行していたため、現地でプロポーズを受けたという。
ドバイへの移住後は、日本酒に関するコンサルタント会社の共同経営を視野 に、男性が結婚前から勤務している巨大な日本食レストランで夫婦揃って「日本酒ソムリエ」として接客に当たっている。その一方で、ソムリエとしての業務の一環で日本へいったん帰国した2018年5月 には、毎日放送アナウンサー時代に不定期でアシスタントを務めていた『ヤングタウン日曜日』（MBSラジオ）の収録（毎日放送本社ラジオスタジオ）にゲストとして参加。同局では、収録の模様を同年6月10日に放送した。
2019年の初頭に第一子（双子）の懐妊が判明したため、日本へ一時帰国。6月28日に双子の女児を出産した。
2020年代以降（コロナ禍が落ち着いてから）は8～9月に一家で帰省し、自身はMBSラジオの番組にゲスト出演することが恒例となっている。

## 人物
- 趣味は演劇鑑賞や食べ歩きで、特に日本酒が好き。毎日放送へ勤務していた2008年春に唎き酒師、後に日本酒学講師の資格を取得している。毎日放送への入社1年目に『勝谷誠彦の志ジャーナル』（MBSラジオ）のアシスタントを務めた縁で、日本酒への造詣が深い勝谷誠彦から酒蔵を案内されたことをきっかけに、日本酒を愛飲するようになったという。
  - 2016年度から2017年9月までは、MBSラジオの『日本盛プレゼンツ 居酒屋阿希子』（日本盛の単独提供による冠番組）に「女将」役で出演。和服で収録に臨むとともに、月替わりのゲストを相手に、日本酒や肴にまつわるトークを展開していた。
  - 2017年1月17日の『ケンゴロー』（MBSテレビの深夜番組）で放送された「MBSアナウンサースペシャル・前編」には、「日本一酒飲みの女子アナ」という触れ込みで、酒店でのロケにゲストで出演。浜田雅功（ダウンタウン）やミサイルマンを相手に、特技の唎き酒や、日本酒にまつわるエピソードを披露した[5]。
  - 2017年10月に結婚した男性とは、2016年7月に東京で開かれた日本酒のセミナーで同席したことを機に交際を開始。男性が「日本酒ソムリエ」としてドバイのレストランに勤務していることや、前田と同様に酒蔵巡りを趣味にしていることが、交際につながったという。10月1日が「日本酒の日」に当たることから、毎日放送退社の翌日（2017年10月1日）に京都市内で結婚式を挙行[6]。
- 毎日放送のアナウンサーとして『うたぐみ』に出演していた2012年秋には、同番組とローソンによるコラボレーション企画で、「阿希子もウットリ　『鶏×醤油麹』おにぎり　クリームチーズ添え ピリッとわさび風味」のプロデュースを手掛けた（同年11月27日から近畿2府4県で期間限定発売）。
- 身長が151.2cmと小柄な身体ながら、学生時代にはバレーボールのプレー経験がある。『ちちんぷいぷい』の企画で参加した第2回大阪マラソンでは、「大会終了までの禁酒」や「5時間以内の完走」を目標に掲げたところ、同番組からの参加ランナーで唯一目標タイムを突破した。
- 結婚するまでは、小池徹平、佐藤浩市、 向井理を、好きなタイプの男性に挙げていた。

## 毎日放送アナウンサー時代の担当番組・出演作品
- MBSニュース（テレビ・ラジオとも、2016年度以降は週末の日中・宿直勤務を中心に担当[7]）

### テレビ番組
- VOICE（月・火曜フィールドキャスター）
- 毎日新聞テレビ夕刊キャスター（日曜日、2010・2011年度担当）
- 猛虎ファイル（プロ野球シーズン中に月1回放送、阪神タイガース選手へのインタビュアー）
斎藤や松本と交互に担当。
- mm-TV（ナレーション、2006年10月 - 2009年9月・2013年7月8日 -）
2009年9月でいったん卒業したが、後任を務めていた後輩アナウンサー・斎藤裕美が人事異動でアナウンス職を離れたことを機に、2013年7月8日 - 12日放送分から再び担当。
- せやねん!（午前中のグルメコーナー「どこいこ?」進行役・午後パートのパネリスト）
2007年9月に“お金ジャーナリスト”として数回出演した後に、いったん番組を離れた。産休に入った松川浩子アナウンサーの後任として、2008年1月から2016年3月まで再びレギュラーで出演。2010年7月から2012年12月までは、ラジオ営業部へ異動した先輩アナウンサー・大月勇の後任扱いで、午後パートのスタジオ企画でも進行役を担当していた。
- ちちんぷいぷい（金曜コーナー担当→木曜アシスタント→金曜アシスタント→海外取材企画「リアル世界くん」リポーター→金曜アシスタント）
2009年4月から南かおりの後任として、金曜日の『週末ベーカリー』コーナーを担当。同年10月1日からは、松川の後任で木曜日のアシスタント。2012年4月から2014年3月までは、当時の後輩アナウンサー・吉竹史（2014年1月で毎日放送を退社 → フリーアナウンサーへ転身）から、金曜日のアシスタントを引き継いでいた。
2012年3月には、当時金曜日のアシスタントだった吉竹が同番組の企画で世界一周に赴いたため、吉竹が帰国するまで木･金曜日のアシスタントを兼務。同月3日・10日・17日・24日（いずれも金曜日）には、当番組の直後に放送の『MBSたびぐみ　とっておき旅ラジオ』（後述）も含めて、1日で約6時間半の生放送に出演していた。
金曜日アシスタント時代の2012年12月から、金曜日以外にも放送される「リアル世界くん」のリポーターを不定期で担当。2014年4月から2015年3月までは、同企画のリポーターを本格的に担当するほか、メインコーナーの「きょうの☆印」にも取材リポーターとして出演することがあった。
先輩アナウンサー・松本麻衣子の産前産後休暇取得を機に、2015年4月から金曜日のアシスタントに復帰。2016年5月からは、「行けばわかるさ!絶景散歩」（金曜日のVTRロケコーナー）のリポーターを兼務していた。また、金曜以外の曜日の放送でも、「石田ジャーナル」（当時ニュース解説を務めていた石田英司による特集コーナー）のVTRナレーターを担当することがあった。
2017年6月30日（金曜日）放送分のオープニングで、自身の結婚を発表。毎日放送からの退社前日（同年9月29日）の放送でアシスタントを務め上げたことによって、8年間にわたるレギュラー出演に終止符を打った[8]。
毎日放送退社後の2018年3月9日放送分「行けばわかるさ!絶景散歩」では、玉巻映美（同コーナーのリポーターと金曜アシスタントを前田から引き継いだ後輩アナウンサー）に宛てて移住先のドバイから送った手紙[9] が、現地で勤務する日本食レストランスタッフとの集合写真と共に「前田阿希子（元MBSアナウンサー）」という名義で紹介された。
- 月曜ゴールデン「遺品整理人 谷崎藍子II」（2011年5月30日、ニュースキャスター役）
- 大阪マラソン2011 走り出した情熱のランナー（2011年10月30日、第1回大阪マラソンの生中継を兼ねた特別番組） - 大阪市役所前（13.8km地点）のリポーターを担当
- みんなの甲子園（センバツ高校野球大会期間中に放送、2010年 - 2012年）
2010年からの2年間は、当時のナビゲーター・赤星憲広のアシスタントを斎藤と交互に担当。2012年には、後輩のスポーツアナウンサー・金山泉とともにキャスターを務めた。
- プリ♥プリ→プリプリ（2012年6月14日 - 2013年3月4日、プリマ旦那のロケコーナー「ハイキングGo!Go!」「関サイ前線　プリプリ調査隊が行く!」でナレーターを担当）
- 痛快!明石家電視台
2014年から年に1～2回放送される「MBSアナウンサー大集合スペシャル」に、2016年までアナウンサーの1人として出演。
- いっぷく!（TBS制作・JNN系列全国ネット番組、2014年7月17日 - 2015年3月）- 小山薫堂が手掛ける「全国の町おこしを応援!いっぷく姉妹都市」を放送する場合に、「いっぷく!姉妹都市大使」として取材VTRやスタジオに出演。
- ケンゴロー「MBSアナウンサースペシャル・前編」（2017年1月17日、前述）

### ラジオ番組
- 勝谷誠彦の志ジャーナル（2006年10月 - 2007年4月）初代アシスタント
- MBSどっと!アナ水曜日「魁!やまなかわた」の1コーナー担当
- U.K.ビートフライヤー1179（2009年4月11日 - 10月3日）アシスタント
- 前田阿希子LIVEGOROUNDだ！（MBSマンデースペシャル枠、自身初の冠番組）
- こども音楽コンクール（2007年5月 - 2010年4月）
- MBSたびぐみ とっておき旅ラジオパーソナリティ（2010年・2011年度のナイターオフ番組）
先輩アナウンサー・馬野雅行とともに、2010年度に水曜日、2011年度に金曜日を担当。2011年11月・12月の放送では、平成23年台風第12号からの復興支援を兼ねて、田辺市を初めとする和歌山県内の観光地を取材していた。
- MBSうたぐみ Smile×Songs火曜日パーソナリティ（2010年10月6日 - 2013年9月24日）
2009年10月8日から2010年9月30日までは、木曜日のパーソナリティを担当。その前にも、2009年6月30日と7月16日の放送で、パーソナリティの代理を務めていた。
- ハンドレッドレディオ（2013年10月3日 - 2015年3月23日）
  - 2部構成番組として木曜日に放送する2014年3月28日までは、第1部（22:00 - 24:30）にのみ出演。「浮かれてマンデーナイト」の第2部として放送枠を月曜日へ移動する同月31日以降の放送では、『ちちんぷいぷい』の「リアル世界くん」で海外に滞在する場合を除いて、全編に登場していた。
- ヤングタウン日曜日
  - 不定期でアシスタントを担当。退社後も、2018年6月10日と2019年3月24日放送分にゲストで出演した。
- 上泉雄一のええなぁ!（月曜コーナー担当、2015年3月30日 - 2017年9月25日）
『せやねん!』で共演していた先輩アナウンサー・上泉雄一の冠番組で、放送枠を平日の午前から夕方へ移行したことを機に、「知ってええなぁ!ちなみNEWS」（15時台）「オヤジ向上委員会」（16時台）の進行を担当。MBSラジオ平日午後の生ワイド番組へレギュラーで出演するのは、毎日放送への入社後初めてであった。
上泉が夏季休暇で休演する場合には、『前田阿希子のええなぁ!』というタイトルで、月曜日の全編にわたってパートナーの金村義明（野球解説者）を相手にパーソナリティ代理を務めていた[10]。
2015年10月から12月までは、「オヤジ向上委員会」に続いて放送された期間限定コーナー「ええなぁ酒場」にも、女将という役回りで登場していた。
- 日本盛プレゼンツ 居酒屋阿希子（2016年4月2日 - 6月25日および同年10月1日 - 2017年9月30日）
前述の「ええなぁ酒場」から派生した冠番組。
- スマラジw火曜日「メッセンジャーあいはらの夜はこれから!」（2016年度のナイターオフ期間限定番組）アシスタント
毎日放送退社後の2017年10月からナイターオフ期間限定番組のレーベルが「MBSヨル隊」へ変更されたことに伴って、2017年度以降は同レーベルの水曜枠で放送。出産を前に日本へ帰国していた2019年3月20日放送分に、ゲストとして出演した。生放送番組への出演は、テレビ・ラジオを通じても退社後初めてであった。2020年の最終放送（12月30日）で、武川智美（毎日放送時代の先輩アナウンサーで2020年度分のアシスタント）に代わって、アシスタントを再び担当。
- スマラジw金曜日「ナジャとアナの虹色レインボー」（2016年12月9日）パートナー
- 松井愛のすこ〜し愛して★　→　松井愛のすこ〜し愛して♥（不定期）
  - 通常は、シフト勤務の一環で、番組内の『MBSニュース』を随時担当。先輩アナウンサーでもある松井愛が夏季休暇中の2017年8月17日（木曜日）放送分では、『前田阿希子のすこ〜し愛して♥』と改題したうえで、メインパーソナリティ代理を務めた[11]。

### 舞台公演
- 女子アナ新喜劇　～女だらけの新喜劇　第3弾～[12]（2016年10月5日、なんばグランド花月） - 先輩アナウンサーの松井愛・後輩アナウンサーの玉巻映美と交互に、「女子アナゲスト」として出演。

## 関連人物
- 伊藤広 - 同期入社のアナウンサーで、毎日放送東京支社ラジオ部への異動を経て、2017年頃から『ちちんぷいぷい』のディレクターへ転身。
- 鈴木健太 - 前田と同じテレビ朝日アスク出身の後輩アナウンサーで、2017年7月から毎日放送東京支社PR部へ異動。
- 立命館大学の同期で、アナウンサー
  - 酒井茉耶（秋田放送）
  - 竹内優美（セント・フォース所属、元テレビ大阪）
  - 和田光太郎（NHK、初任地は青森放送局）